# Julián Murguía
Julián Luis Murguía Azpiroz (Cañada de los Burros, Cerro Largo, 7 de julio de 1930 - Montevideo, 8 de julio de 1995) fue un escritor, periodista, editor e ingeniero agrónomo uruguayo. Bajo el seudónimo de «Martín Ardúa», escribió letras de canciones cantadas por Alfredo Zitarrosa, Tabaré Etcheverry y otros.

## Biografía
Nació en 1930 en Cañada de los Burros (paraje muy cercano a la frontera con Brasil, en el departamento de Cerro Largo) en una familia de origen vasco. Sus primeros años de vida en esta zona rural fronteriza influyeron en la temática de su obra literaria, publicada mayormente en la última década de su vida. Se graduó como ingeniero agrónomo en la Universidad de la República.
A fines de los años 1960 conoció al cantante Tabaré Etcheverry y, utilizando el seudónimo de «Martín Ardúa», compuso las letras de las canciones de dos de sus discos: Tabaré Etcheverry le canta a José Artigas – Él es uno de nosotros (RCA, 1969) y Crónica de Hombres Libres (1972). Este último disco incluye recitados de Alberto Candeau y fue censurado por el gobierno de la época dado su contenido político. Alfredo Zitarrosa y otros cantantes también interpretaron canciones con letras de Murguía. Tres de sus canciones más conocidas son De poncho blanco, En la huella de Wilson y Pueblito Sequeira.
Integró el sector Por la Patria del partido Nacional. Desde 1981 y hasta pocos meses antes del final de la dictadura cívico-militar en Uruguay en 1984, estuvo exiliado en Porto Alegre, Río Grande del Sur, después de ayudar a huir hacia Brasil a un amigo integrante del partido Comunista y a su familia.
Obtuvo cuatro veces el premio Nacional de Literatura para Niños y Jóvenes del MEC, el Municipal de Literatura para Niños y Jóvenes (1993) y el premio Latinoamericano de Cuento (Puebla, México, 1984), entre otras menciones. Fue locutor de programas radiales, columnista y director del semanario La Democracia, vinculado al partido Nacional. Dirigió el Instituto Nacional del Libro, donde creó la colección «Brazo Corto», que publicaba obras clásicas de la literatura uruguaya en tipo de letra grande.
Realizó los audiovisuales Ciudad Vieja y Viva Saravia. Promovió la difusión de autores uruguayos en el sur de Brasil y de autores brasileños en Uruguay. Hizo traducciones del portugués al español y algunas de sus obras fueron publicadas en portugués: Contos do país dos gaúchos (1992, traducida por Sergio Faraco), O amigo que veio do sul (1993, historia infantil escrita y publicada solo en portugués), O tesouro de Canhada Seca (1994, traducida por Tabajara Ruas).
Su obra más conocida es El tesoro de Cañada Seca (1995), una narración infantil de aventuras donde se entremezclan las tradiciones y creencias populares del campo con la historia uruguaya. Otra historia para niños de su autoría es O amigo que veio do sul (1993, publicada en portugués), sobre la amistad entre un niño y un pingüino, y los cuentos de su primer libro publicado: Cuentos para Juan Manuel (1980). En 1992 publicó Retratos, un breve libro de evocaciones poéticas inspiradas en su infancia y en antiguos retratos de su propia familia que acompañan el texto. La mayor parte del resto de su obra está formada por cuentos y crónicas de temática histórica, folclórica y gauchesca que transcurren en las zonas rurales de Uruguay, en particular en la frontera con Brasil, a excepción de algunos de los cuentos de Cuentos de las dos orillas, libro publicado en forma póstuma en 2001.
Falleció en 1995 en Montevideo, a los 65 años.

## Obras
- Cuentos para Juan Manuel (1980, infantil)
- Cuentos del país de los gauchos (Ediciones de la Banda Oriental, 1991, ilustraciones de Yamandú Tabárez)
- El amigo que vino del sur (1993, infantil)
- La guerra de las hormigas (1994, infantil)
- El tesoro de Cañada Seca (1995, infantil)
- Cuentos de las dos orillas (Ediciones de la Banda Oriental, 2001, póstumo)

Periodismo
- Más filosa que la espada. Las contratapas de La Democracia (1990, Monte Sexto)

Poesía
- Retratos (Ediciones de la Banda Oriental, 1992)

En portugués
- Contos do país dos gaúchos (1992, traducción de Sergio Faraco)
- O amigo que veio do sul (FTD, 1993, infantil)
- A guerra das formigas (ed. Mercado Aberto, 1994, infantil)
- O tesouro de Canhada Seca (ed. Mercado Aberto, 1994, traducción de Tabajara Ruas)